# Ion I. Câmpineanu
Ion I. Câmpineanu (n. 10 octombrie 1841, București, Țara Românească – d. 15 noiembrie 1888, București, România) a fost un politician român, membru fondator al Partidului Național Liberal, primul guvernator al Băncii Naționale a României.

## Biografie
A fost fiul lui Ion Cîmpineanu (1798-1863) și al Catincăi (n. Caribol). S-a căsătorit în 1869 cu Irina Bellu (1849-1919), nepoata lui Barbu Bellu (1825-1900) și au avut împreună patru copii, Ioan Cantemir, Ștefan, Eliza și Maria Irina.

## Activitate politică
A îndeplinit mai multe funcții guvernamentale și publice, printre care cele mai importante sunt:
- ministru de justiție (27 ianuarie - 23 septembrie 1877)[2]
- ministru de finanțe (23 septembrie 1877 - 25 noiembrie 1878; 25 februarie - 15 iulie 1880)[2]
- ministru de externe (în 1878 - 1879 și 1885)[2]
- ministru de domenii (1 aprilie 1883 - 2 februarie 1885)[2]
- primar al Bucureștiului (21 noiembrie 1886 - aprilie 1888)[2]

## Primul guvernator al Băncii Naționale a României
Ion I. Câmpineanu a fost primul guvernator al Băncii Naționale a României, în perioada 1880-1882, și va reveni în aceasta funcție la începutul anului 1888 rămânând în acest post până la moartea sa. A fost învestit pe 15 iulie 1880, fiind responsabil pentru organizarea imprimeriei și imprimarea primelor bilete de bancă și a regulamentului interior al instituției.